# Приморський парк (Алушта)
Приморський парк (крим. Deñiz kenari park) — парк в Алушті, Автономна Республіка Крим.

## Опис
Є однією з визначних пам'яток міста. Саме тут, на відносно невеликій ділянці, знаходиться найзеленіша і менш забудована частина міста.
Розташований практично в центрі міста між вулицею Леніна та річкою Демірджі і примикає до моря.
Відвідування парку безкоштовне, в літній час практично всі розваги працюють до 22:00-23:00, сім днів на тиждень. Взимку-тільки у вихідні дні. Офіційних входів у парк кілька: збоку, вул. Перекопської, Леніна та Ревкомівського провулка, але є безліч стежок і від моря та від стадіону Спартак.
Найкрасивіший вхід, безперечно, від вул. Леніна на вул. Парковий. Він і вважається центральним і тут знаходиться найвідоміша ротонда міста Алушта.
Найвідомішою пам'яткою парку вважається вілла Відрада або, як її найчастіше можна зустріти на картах, дача купця Стахєєва. Це пам'ятка архітектури 19 століття, сьогодні це Центр Дитячої творчості — колишній Будинок Піонерів.
Однією з найновіших ам'яток парку на сьогоднішній день можна вважати Дельфінарій Немо. У літній час він дає, в середньому, дві вистави на день.
Від моря через весь парк до вул. Ревкомівська, проходить центральна алея парку. На початку алеї знаходиться пам'ятник першому уряду більшовіцької республіки Тавриди, що його стратили місцеві мешканці у 1918 році.
Центральна алея, мабуть, найзеленіше й мальовниче місце парку — тут можна зустріти велику кількість рідкісних видів рослин: кілька видів дубів, платани, каштани, кипарис та навіть берези. На алеї розташовані лави та місця для відпочинку.
Наприкінці алеї ближче до вул. Ревкомівській розташований пансіонат Таврида. Є і дитячий розважальний майданчик з оглядовим колесом.
Приморський парк має вихід на пляж.

## Історія
У 90-х роках XIX століття з'явилася вілла Відрада, і почала створюватися паркова зона. Було висаджено кипариси, кілька видів дубів та берези, також з'явився невеликий розарій. Після Перших визвольних змагань займатися парком не було часу і він здичавів. Облаштування парку розпочали місцеві жителі самостійно.
У 1951 році з'явилася Алуштинська ротонда.
Датою заснування парку найчастіше вважають 1957 рік, хоча його облаштування почалося ще 1956 року. У 70-80 роки минулого століття, парк по-справжньому розквіт і перетворився на центр культурного відпочинку. Практично щодня у парку грав духовий оркестр (влітку), на імпровізованих сценах виступали місцеві ансамблі та робочі колективи.
У 90-х роках парк перетворився на суцільні торгові ряди та намети з шаурмою. Тільки у 2000-х роках з цим стали потроху боротися і парк став оживати.